# Pipit spioncelle
Anthus spinoletta
Espèce
Statut de conservation UICN

 LC  : Préoccupation mineure
Le Pipit spioncelle (Anthus spinoletta) est une espèce de passereaux appartenant à la famille des Motacillidae.

## Description

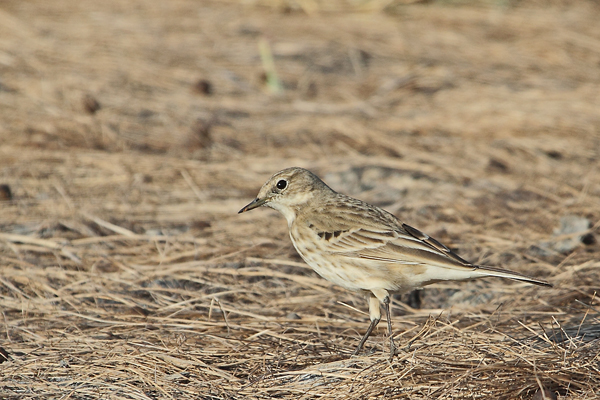
Anthus spinoletta

Le pipit spioncelle mesure environ 17 centimètres et a une envergure de 23 à 28 centimètres pour un poids d'environ 23 g. Il a un corps gris-brun avec des pattes noires. Il a le sourcil blanc ainsi que les rectrices externes. En période nuptiale, il a la poitrine légèrement rosé. Les deux sexes sont identiques. Les jeunes sont plus tachetés que les adultes.
En hiver, avec sa poitrine rayée, le pipit spioncelle ressemble au pipit farlouse mais il s'en distingue par les cris.

## Comportement

### Alimentation
Le pipit spioncelle est surtout insectivore, il capture des coléoptères, des mouches et des sauterelles, des araignées et des petits escargots. En hiver, il complète ce régime avec des graines.

### Reproduction

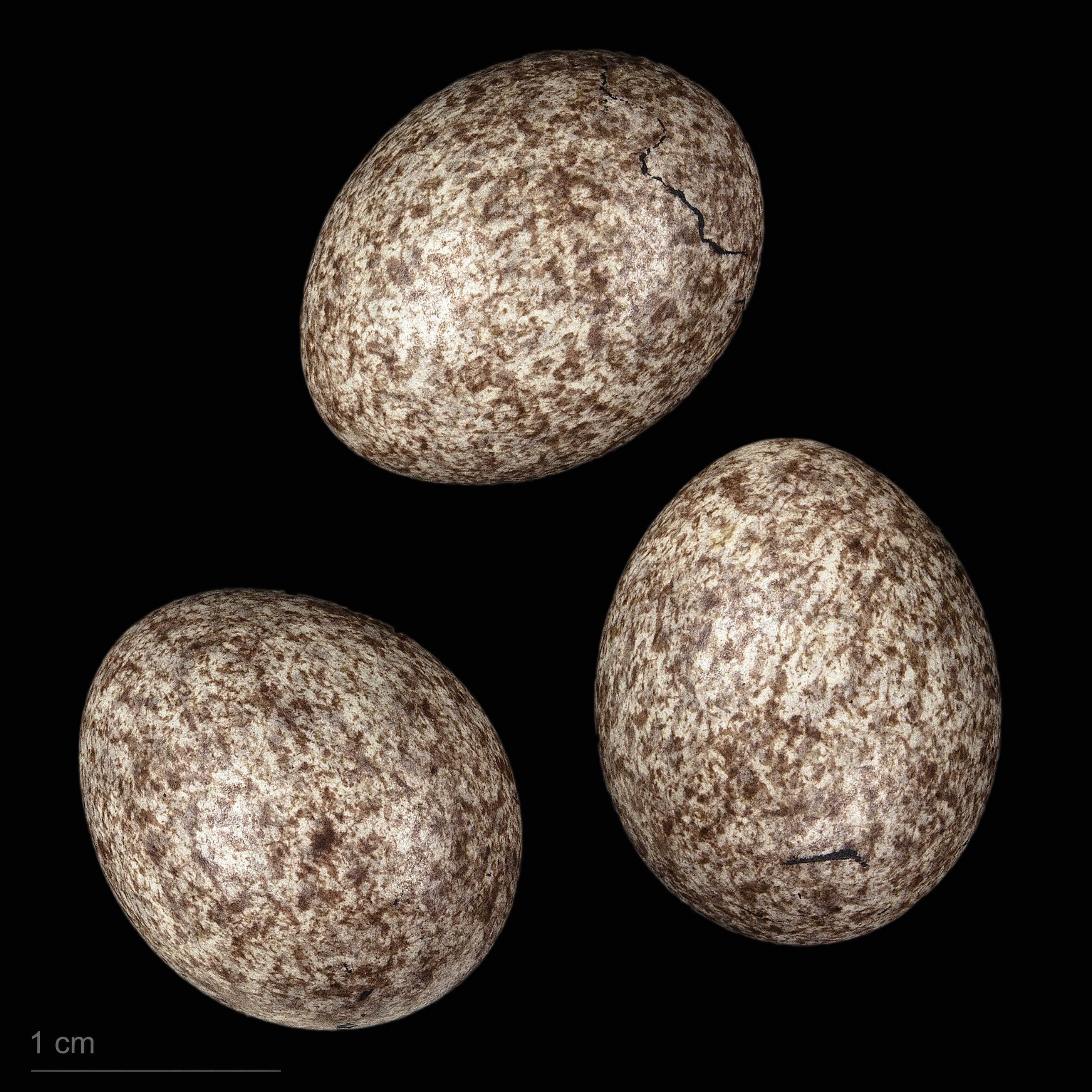
Oeufs de Anthus spinoletta spinoletta - Muséum de Toulouse

Il niche à même le sol ou dans une crevasse de rocher. Il niche jusqu'à 3 000 m d'altitude. La femelle construit une coupe avec des brins d'herbe sèche et des mousses, et la garnit de fibres végétales et de crins.
Elle pond une ou deux couvées, entre la fin avril et la mi-juillet, elle pond de 4 à 5 œufs, gris blanchâtre, fortement tachetés de brun-noir, qu'elle couve pendant environ 2 semaines. Les petits, nidicoles, sont nourris par les 2 parents et s'envolent vers 2 semaines.
Le pipit spioncelle à une longévité qui peut atteindre 9 ans.

## Habitat et Répartition

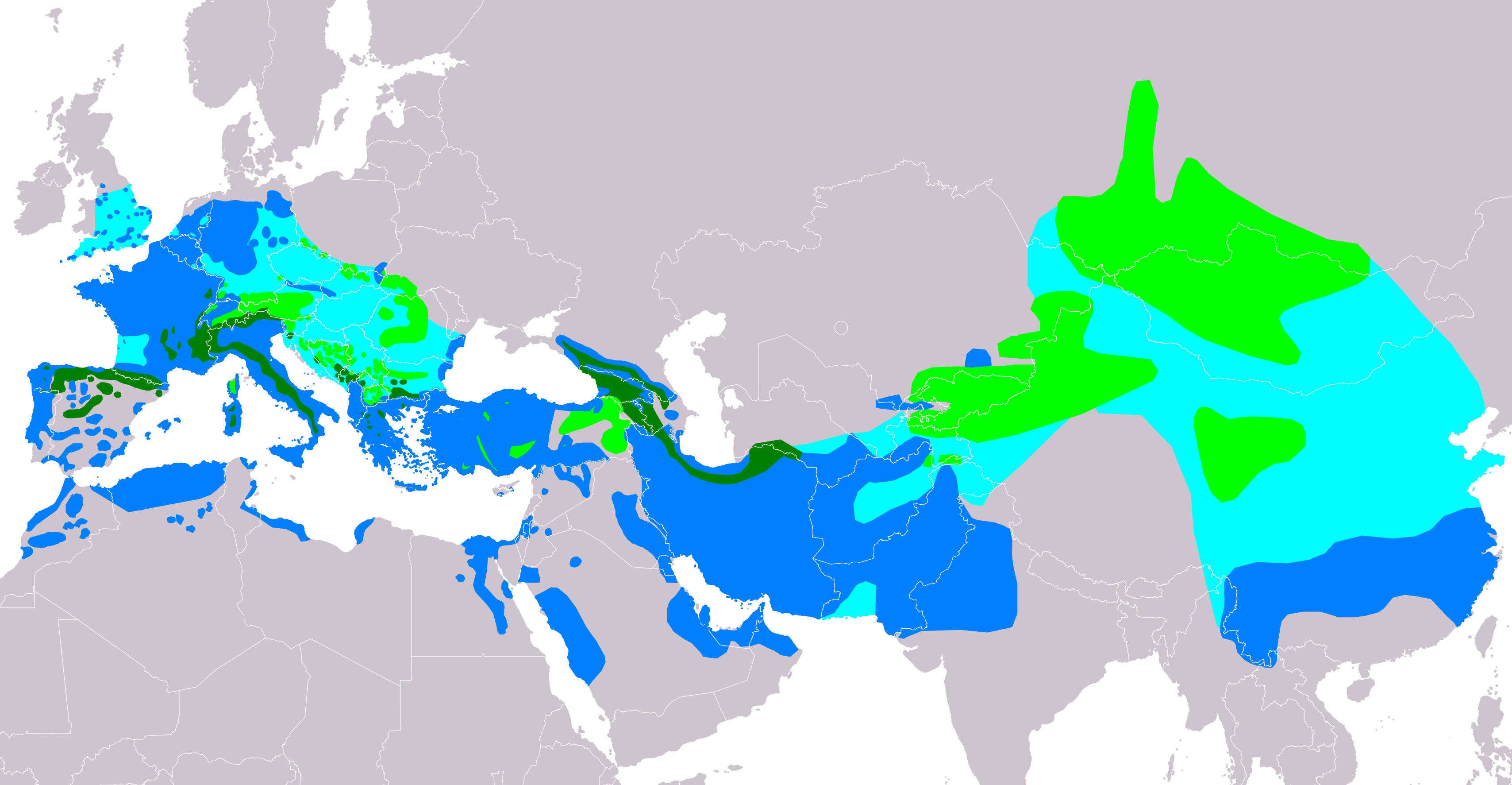
Reproduction
Résidence
Passage
Non reproduction

Il fréquente les pâturages alpestres près de ruisseaux peu profonds. Il se rencontre au Maghreb, dans toute l'Europe ainsi qu'en Asie.
Migrateur partiel, le pipit spioncelle commence à se déplacer vers la fin de septembre, les mouvements s'intensifiant dans la première quinzaine d'octobre pour s'achever à la fin de ce mois. Les retours s'échelonnent de la fin du mois de mars à mai.

## Sous-espèces
Selon la classification de référence du Congrès ornithologique international (15.1, 2025) il se répartit en trois sous-espèces :
- Anthus spinoletta spinoletta (Linnaeus, 1758) — ceinture alpine d'Europe ;
- Anthus spinoletta coutellii (Audouin, 1826) — Anatolie, Caucase et nord de l'Iran ;
- Anthus spinoletta blakistoni (Swinhoe, 1863) — monts Tian, Hengduan et Altaï.